# Daystar Television Network
Das Daystar Television Network (kurz: Daystar) ist der weltweit zweitgrößte christliche Fernsehsender und hat seinen Hauptsitz in der Nähe von Dallas in Bedford (Texas). Daystar-Gründer sind Marcus Lamb und seine Frau, Joni Lamb. Marcus Lamb leitete den Sender, bis er im Dezember 2021 an Covid-19 verstarb.
Die Mehrheit der Daystar zugehörigen Sender befindet sich im amerikanischen Süden. Daystar ist weltweit verfügbar mit wachsender Bekanntheit auch unter deutschen Christen, da der Sender seit Anfang 2007 auch über Astra abstrahlt. In den USA ist Daystar auch in Kabelnetzen und teilweise terrestrisch zu empfangen. Obwohl der Sender im Rahmen seines Netzwerks zahlreiche Kooperationen eingeht, hat er aber keine direkte Verbindung zu Trinita TV, einem in Gründung befindlichen deutschsprachigen Sender, wie Anfang 2007 teilweise in der Presse vermutet wurde. Daystar belegte einen Transponder auf dem Satelliten Astra und ist neben God TV der zweite englischsprachige christliche Fernsehsender, der über diesen Satelliten abstrahlt. Des Weiteren wurde Daystar von Ende März 2009 bis 31. Dezember 2011 auch im digitalen Kabelnetz von Unitymedia in Hessen und Nordrhein-Westfalen ausgestrahlt. Die Verbreitung über Unitymedia wurde zum 31. Dezember 2011 eingestellt, da der Sender den Einspeisevertrag gekündigt hat.

## Programm
Die Mehrheit der Daystar-Sendungen werden von Gruppen und Einzelpersonen aus verschiedenen Kirchen der charismatischen Bewegung und Pfingstkirchen zugeliefert. Daystar sendet Predigten umstrittener Fernsehevangelisten, wie Benny Hinn, Joyce Meyer und Kenneth Copeland. Daneben werden auch Predigten veröffentlicht von David Reagan, Zola Levitt, Kerry Shook, Sid Roth, Jack Graham, Hal Lindsey und der Bibelschule in Pensacola Rejoice in the Lord, die der charismatischen Bewegung nicht angehören.

## Kritik
Daystar wurde durch die amerikanische Kontrollbehörde Federal Communications Commission untersucht. Es lag der Verdacht vor, Daystar verkaufe Sendezeit an Organisationen, die nicht als nichtkommerziell oder als Bildungseinrichtungen lizenziert sind und verstoße damit gegen die FCC-Regeln seiner eigenen Lizenz. Die Untersuchung begann im Jahr 2003. Am 22. Dezember 2008 schlossen FCC und Daystar eine Vereinbarung, wonach Daystar freiwillig 17.500 Dollar Geldstrafe zahlt und Daystar ein ausgehandeltes Verfahren zur Selbstkontrolle einführt, um seine Lizenzauflagen einzuhalten.
Daystar wurde auch in einem Rechtsstreit zwischen EchoStar und Sky Angel von Sky Angel verklagt, der Sendeanlagen von Daystar selbst nutzen wollte.